# Paroedura maingoka
Il geco scorpione dalle dita a foglia (Paroedura maingoka Nussbaum & Raxworthy, 2000) è un sauro della famiglia dei Gekkonidi. È endemico del Madagascar sud-occidentale, dove può essere trovato sugli affioramenti rocciosi delle foreste secche e della macchia. È una specie notturna, che emerge per nutrirsi di notte.
Questo geco è nota per il suo comportamento difensivo, in cui arriccia la coda sulla schiena. Prende il nome da questa postura, che ricorda quella di uno scorpione.

## Descrizione
Si tratta di una specie di dimensioni moderate, con individui maturi con lunghezze muso-cloaca comprese dai 47 ai 71 mm, mentre la coda misura circa 50 mm. La testa è più larga del collo, paragonabile in larghezza al busto, con muso corto e ripido. Le creste cantali sono prominenti, con una leggera depressione nel mezzo, e l'apertura dell'orecchio è a fessura verticale. La scala rostrale rettangolare è più larga che alta e non entra in contatto con le narici. Le scaglie tubercolate più grandi sono disposte in file longitudinali sulla superficie dorsale, con tubercoli più piccoli e scaglie piatte che le separano. Le scaglie ventrali sono piatte, con quelle sugli arti leggermente più grandi che sul ventre. Ogni dito termina con un puntale allargato e un artiglio curvato verso il basso.
Il lato superiore è principalmente bruno-abbronzato, con una distinta striscia bianca che corre lungo il dorso interrotta da linee trasversali scure. Sul busto sono presenti bande incrociate bianche con bordi scuri, mentre la coda ha bande bianche e nere alternate. Un'ulteriore fascia bianca si trova sulla parte posteriore della testa e una breve striscia bianca si estende da ciascun occhio al labbro. Le superfici superiori degli arti sono marrone scuro con tubercoli bianchi. La parte inferiore è per lo più chiara.
Questo pattern è soggetto a variabilità all'interno della specie, con le bande incrociate che sono talvolta più distinte, talvolta quasi totalmente oscurate, a seconda dell'individuo; inoltre, quando rigenerano la coda, questa può assumere un disegno variegato invece che a bande. È stato notato che gli individui più piccoli hanno colori più luminosi e mostrano un maggiore contrasto tra le aree scure e chiare del corpo (in particolare nelle bande incrociate), un fenomeno osservato anche nei giovani Paroedura picta e nei Paroedura bastardi. Questa lucertola può essere distinta dalle specie affini per la sua colorazione e disegno distinti, per la separazione della narice dalla scaglia rostrale e per la presenza di scaglie più piccole tra i tubercoli grandi.

## Biologia
Paroedura maingoka è una specie notturna, che emerge di notte per nutrirsi di insetti. È un animale terrestre, è solito trovarlo strisciare a terra tra le rocce o massi del suo habitat a macchia.
Questo geco è conosciuto principalmente per il suo comportamento difensivo, da cui prende il nome. Quando viene minacciata, la lucertola arriccia la coda in avanti sul dorso, assumendo una postura simile a quella di uno scorpione. Questo comportamento è noto anche in altre lucertole come Teratoscincus roborowskii ed è stato teorizzato come un tipo di mimetismo batesiano. È stato anche proposto che, insieme alla vistosa colorazione a bande, questa postura possa attirare l'attenzione dei predatori verso la coda. La coda è la parte più sacrificabile del corpo di questa specie e può essere autotomizzata, processo accertato dal fatto che alcuni esemplari raccolti presentano code già rigenerate. È risaputo come varie specie di scorpioni si trovino nelle stesse aree di questo geco, sebbene nessuna di esse presenti un simile modello a bande.

## Distribuzione e habitat

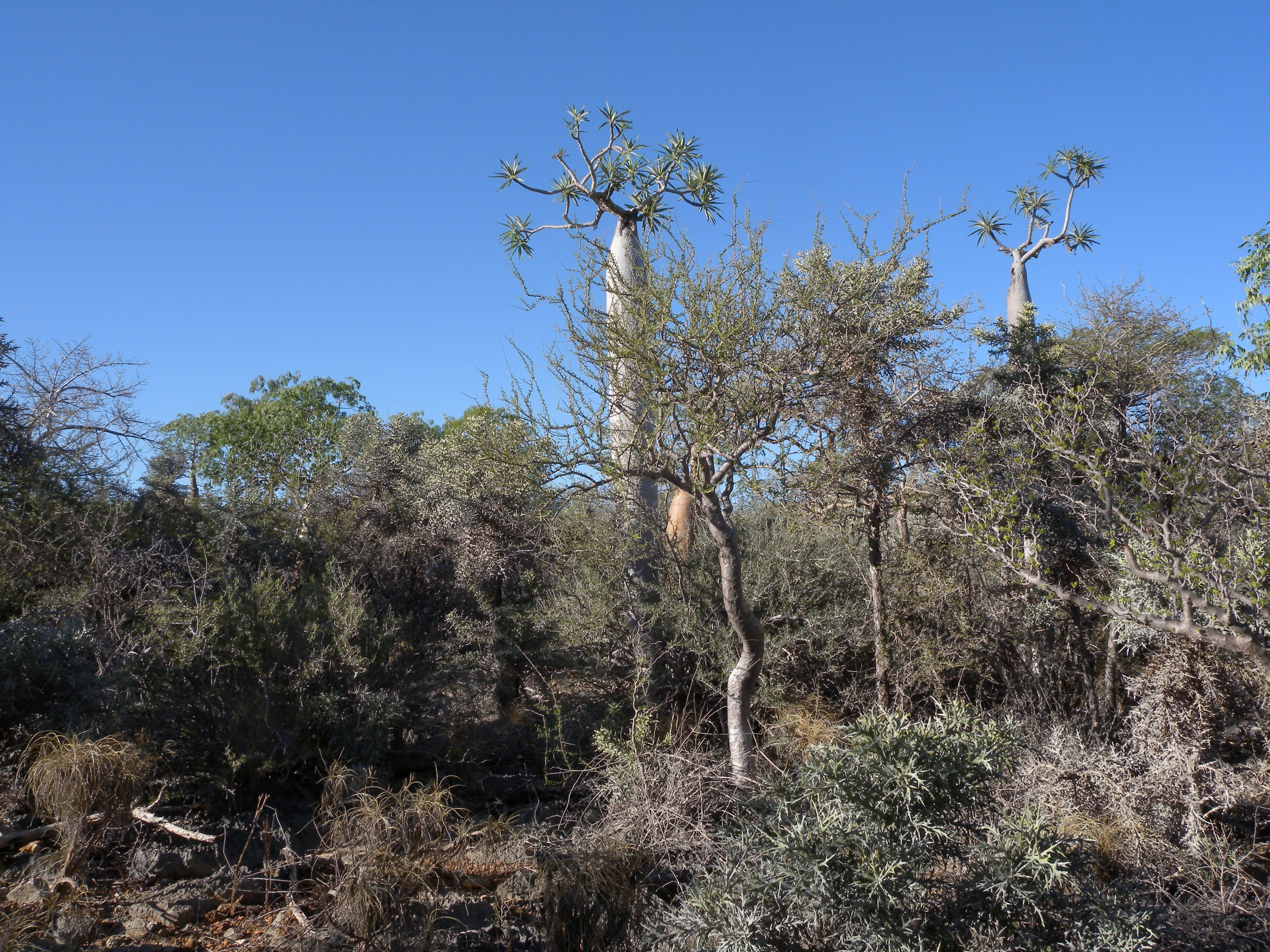
Veduta della foresta secca di Tsimanampetsotsa

Questo geco è una delle tante specie endemiche dell'isola del Madagascar; la sua presenza è registrata in diverse aree dell'estremo sud-ovest del paese. Questa specie si trova sugli affioramenti rocciosi nelle foreste secche con vegetazione xerica, dominata da baobab ed alberi simili. Inizialmente era stato registrato solo ad Itampolo e nel Tsimanampetsotsa, ma si teorizzava già che fosse presente nella maggior parte dell'altopiano di Mahafaly Successivamente è stato registrato anche a Vohombe ed Efoetsy. È una specie che vive in pianura (tutte queste località si trovano tra i 20 ed i 160 metri di altitudine), e la sua estensione nota è di 7.564 km². Poiché questa specie è sia facilmente osservabile che soggetta al degrado dell'habitat, può servire da indicatore per stabilire quali luoghi siano più idonei per la conservazione dei rettili.

## Tassonomia
La specie Paroedura maingoka è stata descritta nel 2000. L'olotipo (UMMZ 211210) è stato un maschio adulto trovato il 10 dicembre 1995 nel Parco nazionale di Tsimanampetsotsa; molti altri esemplari provenienti dalla stessa località furono poi raccolti come paratipi. Il nome specifico è una parola malgascia che significa "scorpione", in riferimento alla postura difensiva della lucertola in cui la coda è curva sul dorso.

## Conservazione
La Lista rossa IUCN classifica Paroedura maingoka come specie prossima alla minaccia (Near Threatened). È stato anche notato che questo geco ha una diffusione limitata e un ulteriore degrado del suo habitat potrebbe mettere in pericolo la sopravvivenza della specie, richiedendone l'inserimento in una categoria più minacciata. La perdita di habitat dovuta alla deforestazione è stata identificata come la principale minaccia per questa specie, ed è noto che abbia un basso grado di tolleranza al degrado dell'habitat.